# David Gill
Sir David Gill FRS (Aberdeen, 12 de juny de 1843 – 24 de gener de 1914) va ser un astrònom britànic nascut a Aberdeen, Escòcia, encara que viure gran part de la seva carrera professional a Sud-àfrica.
Va utilitzar la paral·laxi de Mart per determinar la distància al Sol, i també va mesurar distàncies a les estrelles. Va perfeccionar l'ús de l'heliòmetre. Va ser un astrònom de la Seva Majestat en el Cap de Bona Esperança des de 1879 al 1906. Va ser un pioner en l'ús de l'astrofotografia i un dels primers a proposar l'elaboració de la Carte du Ciel.

## Reconeixements
Premis
- Medalla Bruce (1900)
- Medalla d'or de la Reial Societat Astronòmica (el 1882 i 1908)
- Medalla James Craig Watson (1899)

A títol pòstum
- Cràter Gill a la lluna
- Un cràter d'impacte a Mart